# Trichoridia junctura
Trichoridia junctura là một loài bướm đêm trong họ Noctuidae.